# Zarzalejo
Zarzalejos est une commune de la communauté de Madrid. Elle avait 1 404 habitants en 2007.

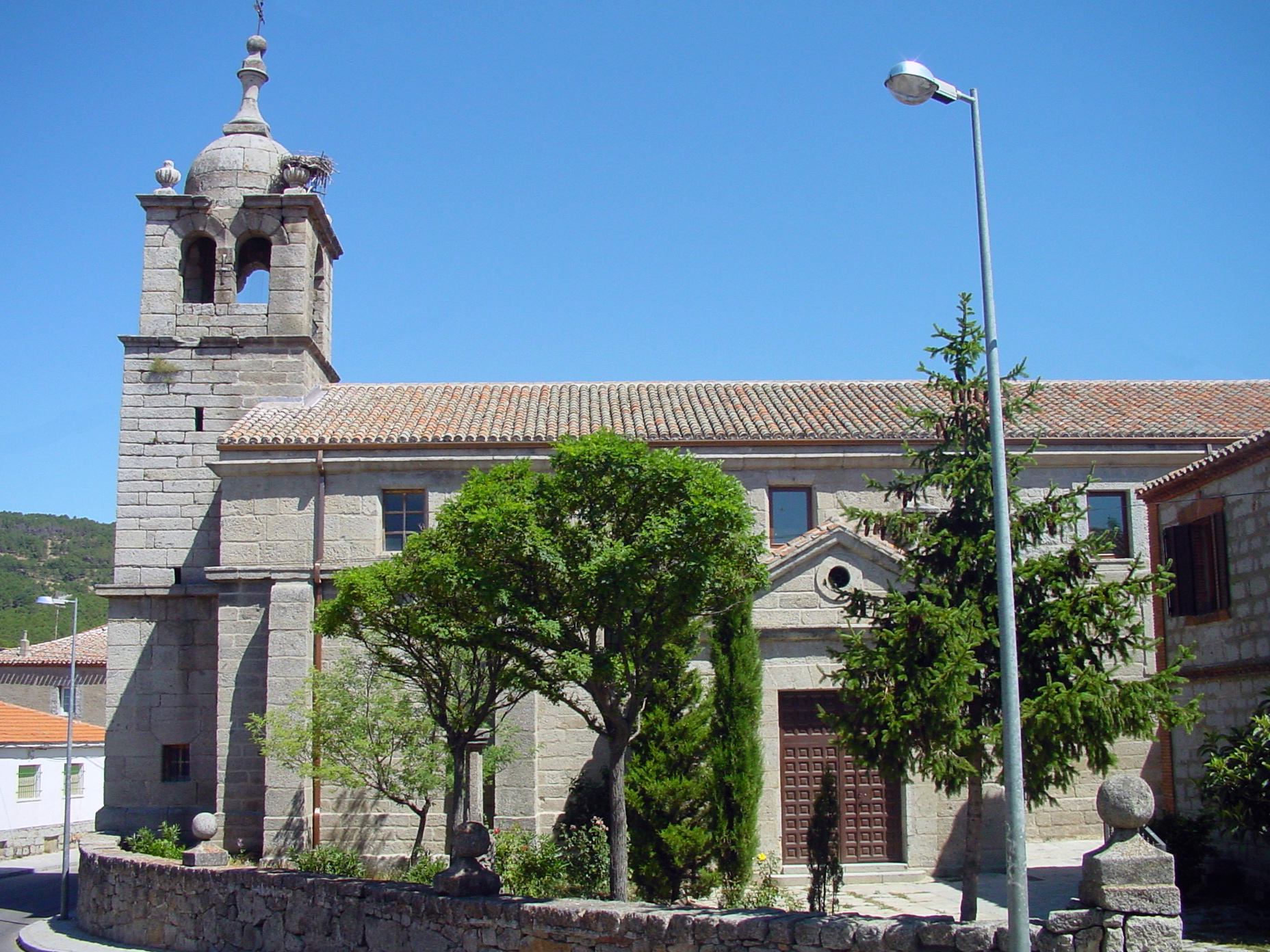
Église Saint-Pierre-Apôtre